# Bajany
Bajany (bis 1927 slowakisch „Bajanház“; ungarisch Bajánháza) ist eine Gemeinde im Osten der Slowakei mit 438 Einwohnern (Stand 31. Dezember 2024), die zum Okres Michalovce, einem Teil des Košický kraj, gehört und in der traditionellen Landschaft Zemplín liegt.

## Geographie

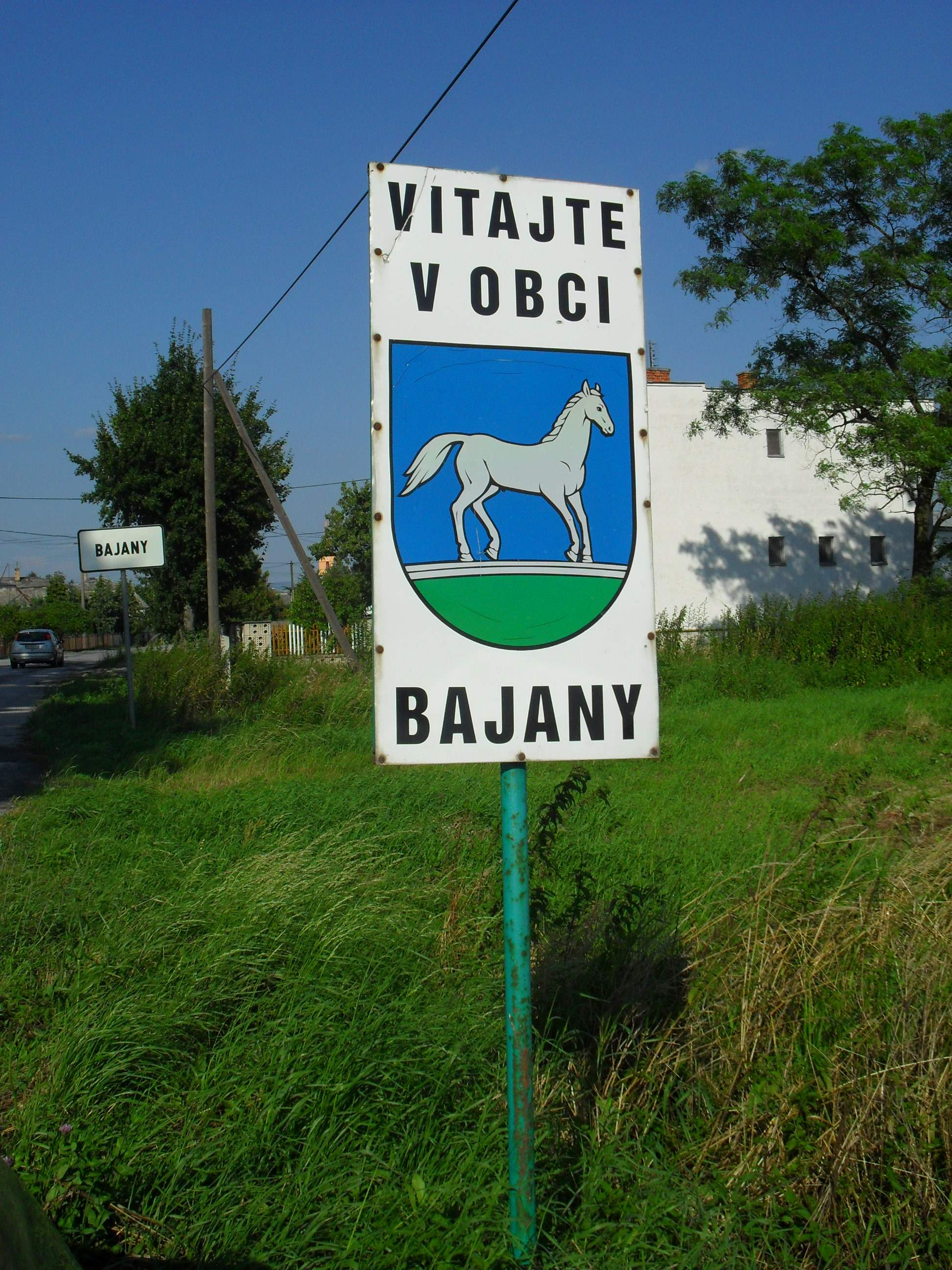
Willkommensschild mit dem Wappen

Die Gemeinde befindet sich im Ostteil der Ostslowakischen Ebene im Ostslowakischen Tiefland, am linken Ufer des Uh, nahe der Staatsgrenze zur Ukraine. Das Ortszentrum liegt auf einer Höhe von 109 m n.m. und ist neun Kilometer von Veľké Kapušany sowie 26 Kilometer von Michalovce entfernt.
Nachbargemeinden sind Vysoká nad Uhom im Norden, Lekárovce im Osten, Maťovské Vojkovce (Ortsteile Maťovce und Kapušianske Vojkovce) im Südosten und Süden, kurz Veľké Kapušany im Süden und Pavlovce nad Uhom im Südwesten und Westen.

## Geschichte

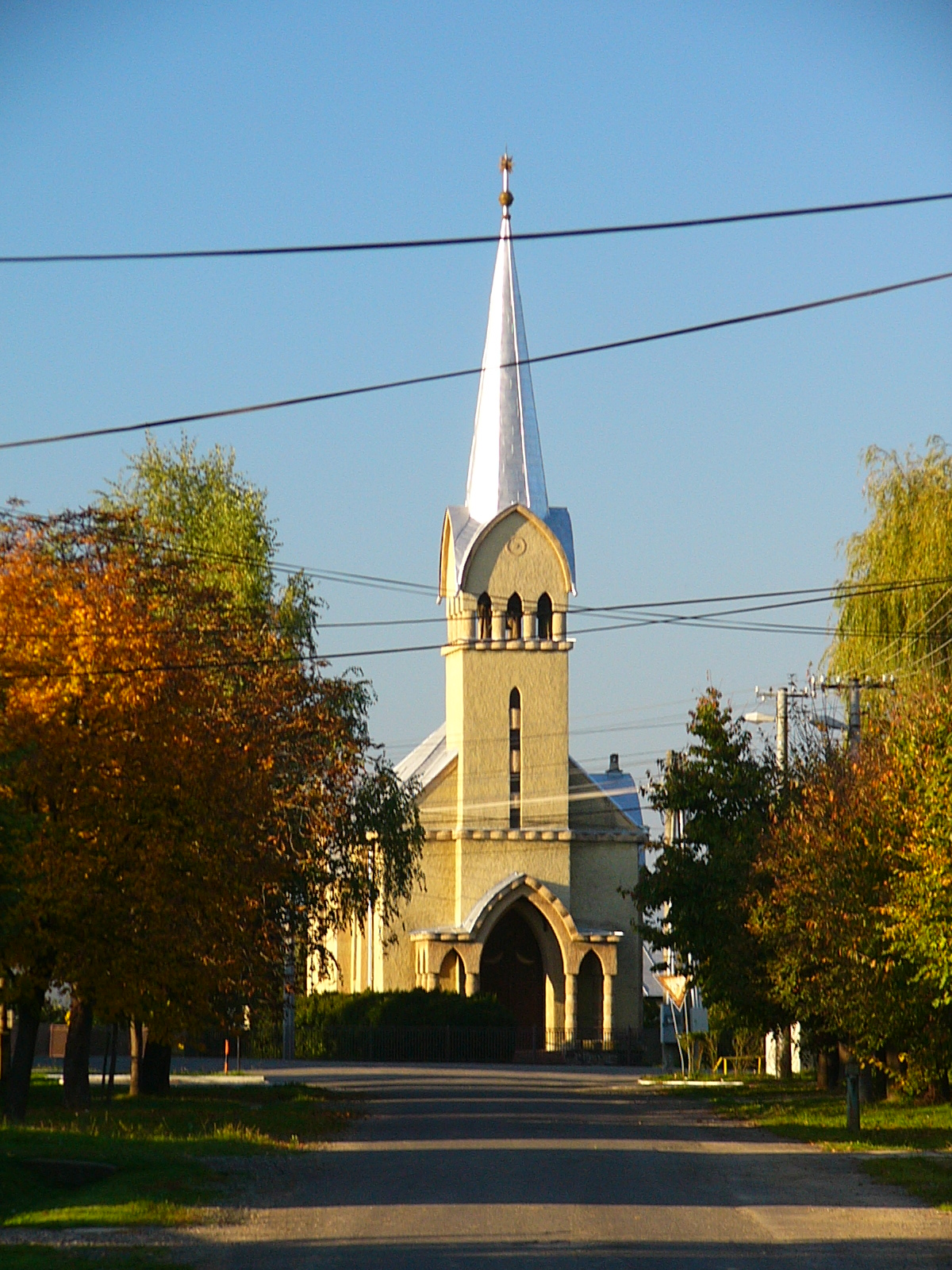
Reformierte Kirche in Bajany

Bajany wurde zum ersten Mal 1370 als Bayanhaza schriftlich erwähnt, weitere historische Bezeichnungen sind unter anderen Kysmerkowcz a. n. Bayan, (1439) und Bonyesty (1786). Der aus dem Ungarischen stammende Ortsname bedeutet so viel wie „Heim von Bajan“. Das Dorf war Teil der Herrschaft von Nevicke und Ungwar.
1715 gab es acht Untertanen-Haushalte im Ort. 1828 zählte man 59 Häuser und 424 Einwohner, die als Landwirte und Weber tätig waren. Im 19. Jahrhundert besaßen die Familien Berzeviczy und Köröskényi die Ortsgüter.
Bis 1918/1919 gehörte der im Komitat Ung liegende Ort zum Königreich Ungarn und kam danach zur Tschechoslowakei beziehungsweise heute Slowakei. In der Zeit der ersten tschechoslowakischen Republik verblieb die Bevölkerung bei traditionellen Einnahmequellen. Als Folge des Slowakisch-Ungarischen Kriegs war der Ort von 1939 bis 1944 noch einmal Teil Ungarns. Nach dem Zweiten Weltkrieg wurde die örtliche Einheitliche landwirtschaftliche Genossenschaft (Abk. JRD) im Jahr 1958 gegründet, ein Teil der Einwohner pendelte zur Arbeit nach Veľké Kapušany, Vojany, Michalovce, Snina und Košice.

## Bevölkerung
| Jahr                | 1994 | 2004    | 2014    | 2024    |
| ------------------- | ---- | ------- | ------- | ------- |
| Anzahl der Personen | 507  | 495     | 481     | 438     |
| Unterschied         |      | −2,36 % | −2,82 % | −8,93 % |

| Jahr                | 2023 | 2024    |
| ------------------- | ---- | ------- |
| Anzahl der Personen | 443  | 438     |
| Unterschied         |      | −1,12 % |

Nach der Volkszählung 2011 wohnten in Bajany 506 Einwohner, davon 456 Slowaken, 44 Magyaren, drei Ukrainer und ein Rom. Zwei Einwohner machten keine Angabe zur Ethnie.
228 Einwohner bekannten sich zur römisch-katholischen Kirche, 152 Einwohner zur reformierten Kirche, 82 Einwohner zur griechisch-katholischen Kirche, 15 Einwohner zu den Zeugen Jehovas, fünf Einwohner zu den Baptisten und zwei Einwohner zur Evangelischen Kirche A. B. Neun Einwohner waren konfessionslos und bei 13 Einwohnern wurde die Konfession nicht ermittelt.

## Bauwerke und Denkmäler

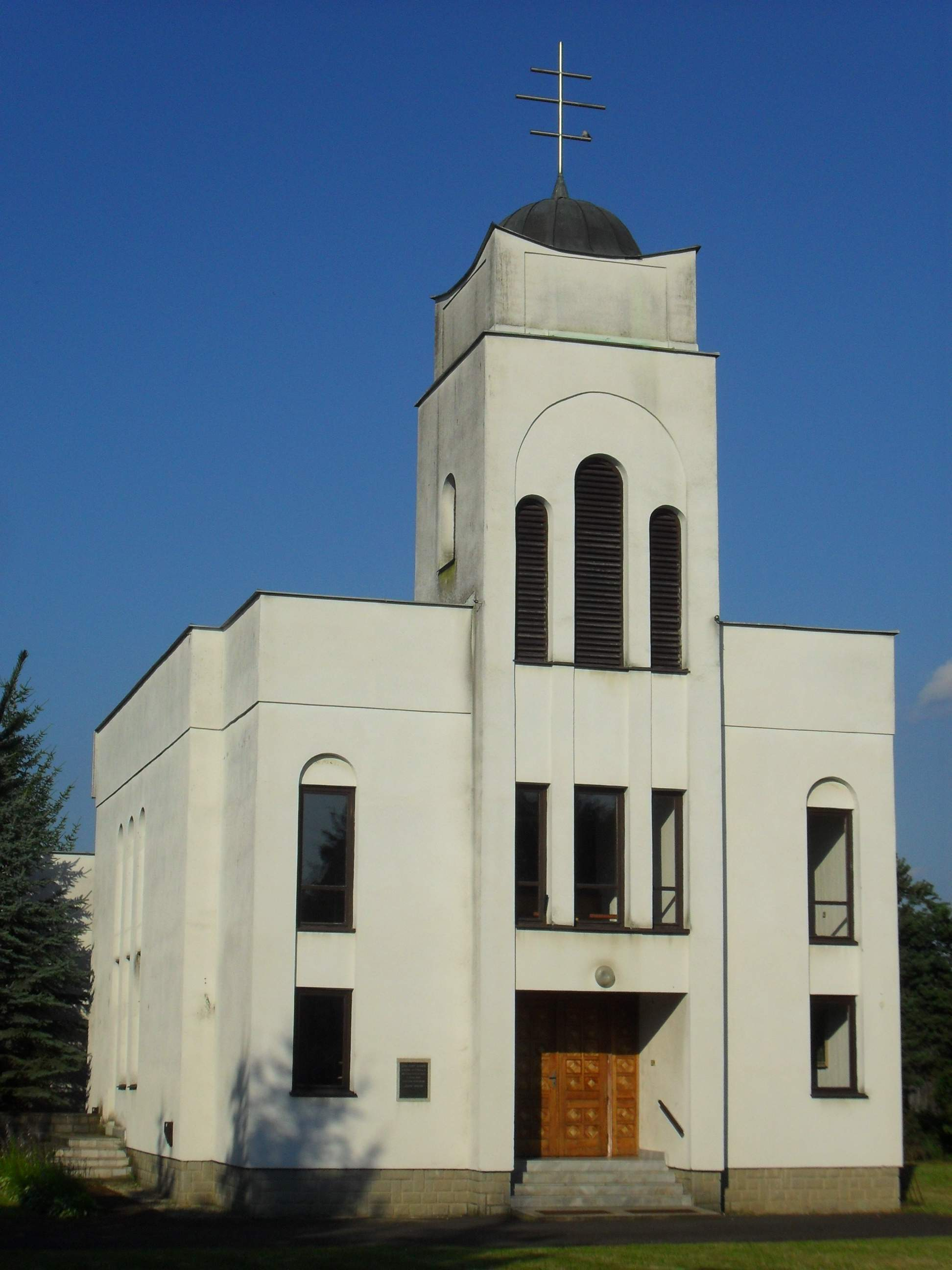
Griechisch-katholische Kirche

- moderne griechisch-katholische Kyrill-und-Method-Kirche aus dem Jahr 1992
- reformierte (calvinistische) Kirche im Secessionsstil aus dem Jahr 1936[6]
- römisch-katholische Kirche Herz Jesu aus dem Jahr 1910[7]

## Verkehr
Durch Bajany führt die Cesta III. triedy 3754 („Straße 3. Ordnung“) von Veľké Kapušany nach Lekárovce. Der nächste Bahnanschluss ist in Veľké Kapušany an der Bahnstrecke Veľké Kapušany–Bánovce nad Ondavou.